# Johnni Black

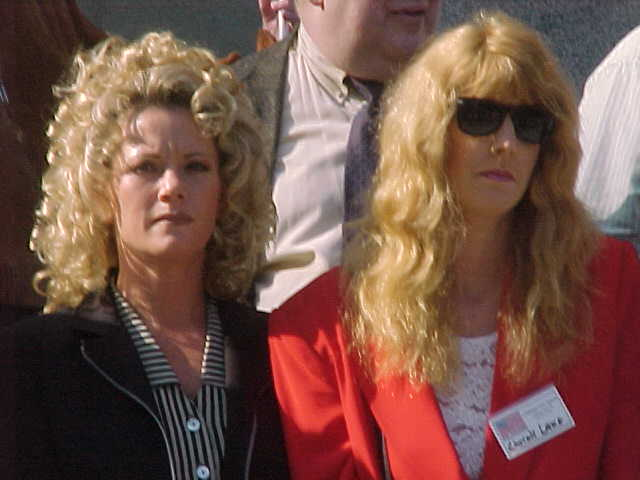
Black (l.) bei einem Treffen der Free Speech Coalition (1999)

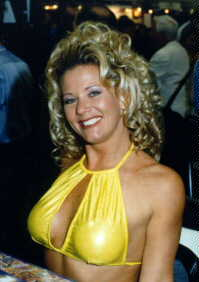
Johnni Black (2006)

Johnni Black (* 14. Januar 1968 in Chicago, Illinois, USA; eigentlich Laurie Golem) ist eine US-amerikanische Pornodarstellerin.

## Leben
Johnni Black hat ein Psychologie-Studium an der Universität von Illinois abgeschlossen. Ab 1990 war sie bei der US Army und erlangte als Fallschirmspringerin und Sanitäterin den Rang eines Captains. Sie nahm an der Operation Desert Storm Anfang der 1990er Jahre in Kuwait teil. Im Militärdienst lernte sie ihren späteren Ehemann kennen, der ihr Ausbilder war. Johnni und David heirateten im Oktober 1995. Black verließ die Army 1996.
In der Folgezeit kam sie nach Los Angeles, wo sie ins Pornogeschäft einstieg. Davor hatte sie bereits sechs Filme gedreht, während sie noch in der Army war, die aber erst nach ihrem Austritt veröffentlicht werden konnten. Im Sommer 1996 zog Black nach Los Angeles. 1997 wurde sie als Best New Starlet bei den AVN Awards ausgezeichnet. Ihr Ehemann arbeitet als ihr Manager, gemeinsam gründeten sie die Produktionsfirma Johnni Black Productions.
Im Jahr 2000 trennte sich Black von ihrem Mann, 2002 stieg sie aus dem Pornogeschäft aus.

## Werk
Johnni Black hat in rund 300 Pornofilmen mitgespielt, darunter Vortex (1998), der Fantasy-Porno Dream Quest und Flashpoint. Sie hatte einen Gastauftritt in der BBC2-Fernsehserie Louis Theroux's Weird Weekends.

## Auszeichnungen
- AVN Award als Best New Starlet (1997)